# Real Audiencia
La Real Audiencia (o semplicemente Audiencia, in italiano Real Udienza) era un organo amministrativo e di giustizia in uso in Spagna e nel suo Impero. La prima audiencia venne fondata a Valladolid, nel regno di Castiglia, nel 1371, sotto il regno di Enrico II. Per i successivi due secoli, l'audiencia di Valladolid fu il massimo organo di giustizia della Castiglia.

## In Spagna
Dopo l'unione delle corone di Castiglia e di Aragona e dopo la conquista spagnola di Granada nel 1492, l'audiencia originaria vide suddivisa la sua area di giurisdizione. L'audiencia di Valladolid mantenne giurisdizione nella zona a nord del fiume Tago mentre quella di Ciudad Real (tra il 1494 ed il 1505) spostata in seguito a Granada (Real Chancillería), aveva competenza a sud del fiume. Nel 1480 viene creata l'Audiencia Reale della Galizia, con l'intento di ripristinare l'ordine legale nella regione, scosso dalle devastazioni della Guerra di successione castigliana.
Nel 1493 Ferdinando il Cattolico crea la Audiencia Reale di Catalogna; nel 1506 crea la Audiencia Reale di Valencia. Entrambe si appoggiavano in qualche misura su strutture burocratiche derivate dall'originale Audiencia Reale aragonese, che disponeva di cancellerie specifiche per il principato di Catalogna e per i regni di Valencia e Aragona.
Sotto i regni di Carlo V, Filippo II e Filippo V, vengono riformate le strutture della Audiencia Reale d'Aragona, esistente già dal XIV secolo e derivante dall'originale Cancelleria Reale Aragonese, organo amministrativo della Corona aragonese creato nel XIII secolo. 
Il sistema delle audiencias viene successivamente esteso al resto della Spagna, con l'istituzione di tale organo a Siviglia, nelle Canarie, a Maiorca, nelle Asturie, nell'Estremadura, ad Albacete.

## In Italia
Nei possedimenti spagnoli in Italia erano presenti le Regie Udienze provinciali del Regno di Napoli e la Reale Udienza di Sardegna o Real Audiencia (1564-1847). Quest'ultima continuò a funzionare nel regno anche dopo la guerra di successione spagnola, con i Savoia, fino all'unione con gli Stati di terraferma avvenuta con la perfetta fusione nel 1848.

## Nelle Americhe e nelle Filippine
La prima audiencia nelle Americhe venne creata nel 1511, a Santo Domingo (Audiencia Reale di Santo Domingo), durante il locale governo di Diego Colón y Moniz Perestrello. Successivamente, sempre durante i regni di Carlo V e Filippo II, ne vennero fondate di nuove: quella del Messico nel 1527, di Panama nel 1537, Bogotà nel 1543, Sucre nel 1559, Quito e Concepción nel 1563. Nelle Filippine venne creata nel 1583 quella di Manila. Nel 1605 si stabilì invece l'audiencia di Santiago e nel 1661, fino al 1671, quella di Buenos Aires (quest'ultima venne poi ristabilita nel 1783). Infine vennero istituite a Caracas e Cuzco rispettivamente nel 1786 e 1787.

### Composizione
Le Real Audiencias erano composte da un Presidente, che era il corrispettivo di un viceré o governatore, e da un numero variabile di Oidores (giudici). Nel Messico e a Lima vi erano anche le figure degli alcaldes del crimen. Inoltre vi erano un funzionario fiscale e altri ufficiali subalterni, quali l'esecutore giudiziario, lo scrivano ed il portiere.
Nel XVIII secolo venne introdotta anche la figura del Regente che si assumeva l'impegno di occuparsi della tesoreria.

### Funzioni
Le Real Audiencias sono state forse gli unici organi del tempo che avevano una funzione più marcata, quella di amministrazione della giustizia.
Nell'America ispanica sono state le più alte corti di giustizia. Verso il XVIII secolo, principalmente più per evoluzione spontanea che per riforme giuridiche, sono diventate sostanzialmente dei tribunali d'appello. 
- Applicavano il diritto civile e penale (era escluso quello ecclesiastico, militare e mercantile)
- Si potevano appellare al Consiglio delle Indie negli affari di valore uguale o maggiore ai 6000 pesos di oro
- Potevano avvalersi del ricorso alla forza, ossia in caso di incompetenza nel giudizio in ambito ecclesiastico, il caso poteva venire passare ad un tribunale ordinario.